# Baixo Guandu
Baixo Guandu is een gemeente in de Braziliaanse deelstaat Espírito Santo. De gemeente telt 29.891 inwoners (schatting 2009).
De plaats ligt aan de rivier de Doce. Ook ligt de plaats aan de deelstaatgrens met aan de andere zijde van de grens de plaats Aimorés.

## Aangrenzende gemeenten
De gemeente grenst aan Colatina, Itaguaçu, Laranja da Terra, Pancas, Aimorés (MG), Itueta (MG) en Resplendor (MG).

## Verkeer en vervoer
De plaats ligt aan de wegen BR-259, ES-165 en ES-446.